# 今井金太
今井 金太（いまい きんた、1994年6月19日 - ）は、広島県広島市出身の元プロ野球選手（投手）。右投右打。NPBでは育成選手であった。

## 経歴

### プロ入り前
小学6年時に、広島東洋カープジュニアチームの一員として第2回NPB12球団ジュニアトーナメントに出場した。
広島市立国泰寺中学校時代は広島ジャガーズに所属。3年夏にNOMOジャパンに選出され、米国遠征を経験した。
広島国際学院高等学校では、1年秋に中国大会ベスト8進出。安来高を5安打13奪三振1失点の完投で、8年ぶりの初戦突破を達成。続く創志学園高戦でも6安打13奪三振2失点完投と好投を披露するも敗戦。3年時の夏は、初戦となる広島県予選2回戦の海田高戦で自己最多となる18奪三振を記録するが、準々決勝で宇佐美塁大擁する県立広島工業高に打ち込まれ12安打8四死球の乱調で8失点完投負けを喫した。甲子園出場経験は無し。
2012年のプロ野球ドラフト会議で横浜DeNAベイスターズから育成ドラフト1巡目で指名を受け、育成選手として入団した。背番号は100。

### プロ入り後
2013年は、イースタン・リーグ公式戦10試合に登板。1勝1敗、防御率3.60という成績を残した。
2014年5月1日から、BCリーグ・群馬ダイヤモンドペガサスへ派遣された。当初の派遣期間は6月30日までだったが、後に（プレーオフ期間を含む）シーズン終了にまで延長。チームトップの7勝を挙げたが、防御率は6.39であった。10月10日の派遣期間満了に伴いDeNAへ復帰。イースタン・リーグの公式戦では、6試合の登板で0勝2敗、防御率6.75を記録している。
2015年には、イースタン・リーグ公式戦2試合に登板。投球回数はわずか2イニングで、支配下登録選手への移行を果たせないまま、10月4日に球団から戦力外通告を受けた。その後11月10日に行われたシートバッティング形式の12球団合同トライアウト（草薙球場）へ参加。打者3人に対して1被安打1奪三振という結果を残したが、獲得に動く球団はなく、現役を引退した。

## 選手としての特徴・人物
サイドスロー気味のスリークォーターから繰り出す最速147km/hのストレートとキレの良いスライダーが持ち味で、カットボール・カーブ・フォーク・シュートといった多彩な変化球も操る。

## 詳細情報

### 年度別投手成績
- 一軍公式戦出場なし

### 独立リーグでの投手成績
| 年 度     | 球 団     | 登 板 | 完 投 | 勝 利 | 敗 戦 | セ 丨 ブ | 勝 率 | 打 者 | 投 球 回 | 被 安 打 | 被 本 塁 打 | 与 四 球 | 与 死 球 | 奪 三 振 | 暴 投 | ボ 丨 ク | 失 点 | 自 責 点 | 防 御 率 | 奪 三 振 率 | W H I P |
| --------- | --------- | ----- | ----- | ----- | ----- | -------- | ----- | ----- | -------- | -------- | ----------- | -------- | -------- | -------- | ----- | -------- | ----- | -------- | -------- | ----------- | ------- |
| 2014      | 群馬      | 23    | 0     | 7     | 3     | 0        | .700  | 320   | 69.0     | 74       | 3           | 36       | 9        | 41       | 8     | 0        | 55    | 49       | 6.39     | 5.35        | 1.59    |
| 通算：1年 | 通算：1年 | 23    | 0     | 7     | 3     | 0        | .700  | 320   | 69.0     | 74       | 3           | 36       | 9        | 41       | 8     | 0        | 55    | 49       | 6.39     | 5.35        | 1.59    |

### 背番号
- 100 （2013年 - 2015年）
- 45 （2014年） ※群馬ダイヤモンドペガサスでの背番号